# Зарядна станція

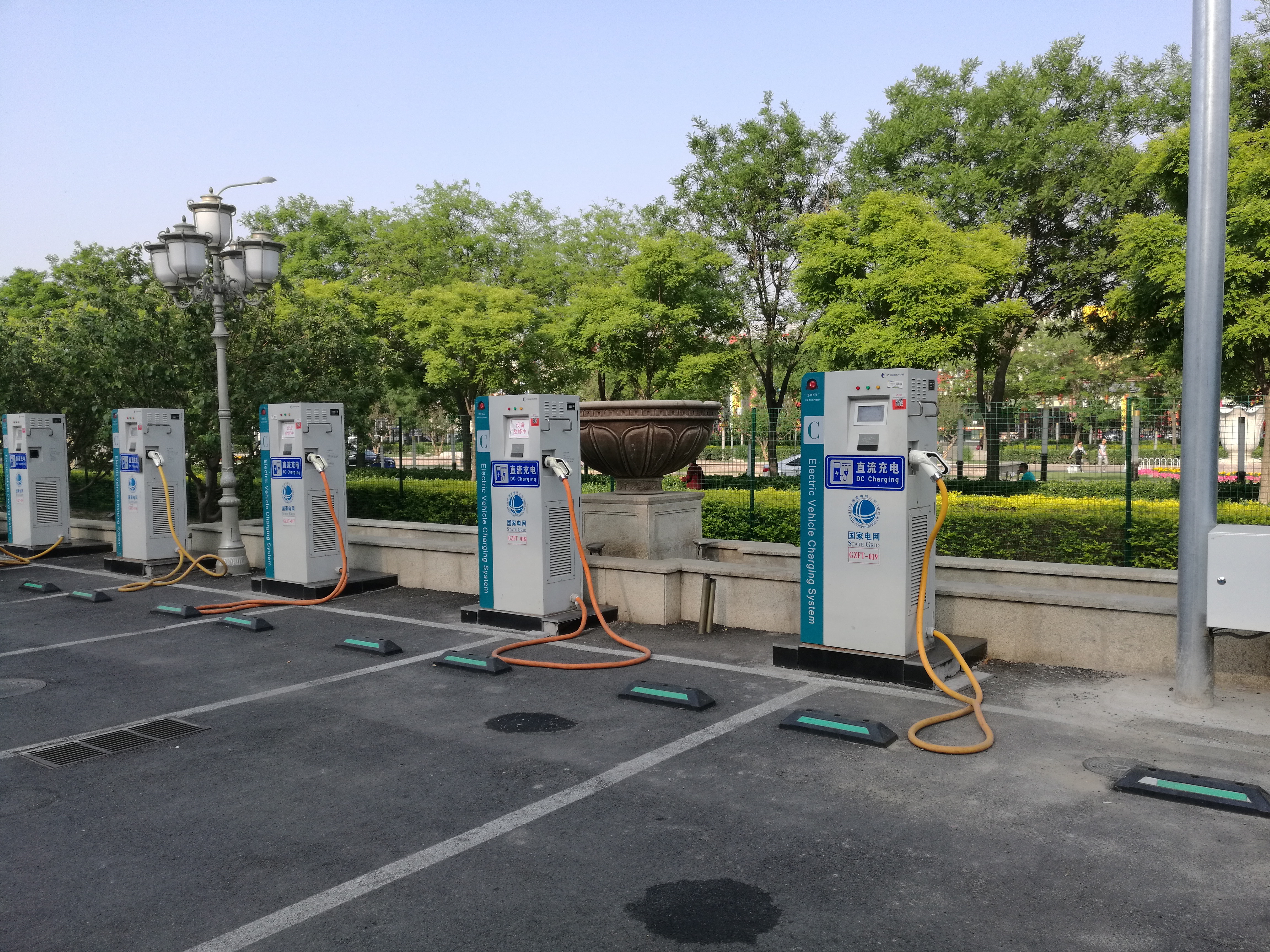
Зарядна станція електромобілів в Китаї

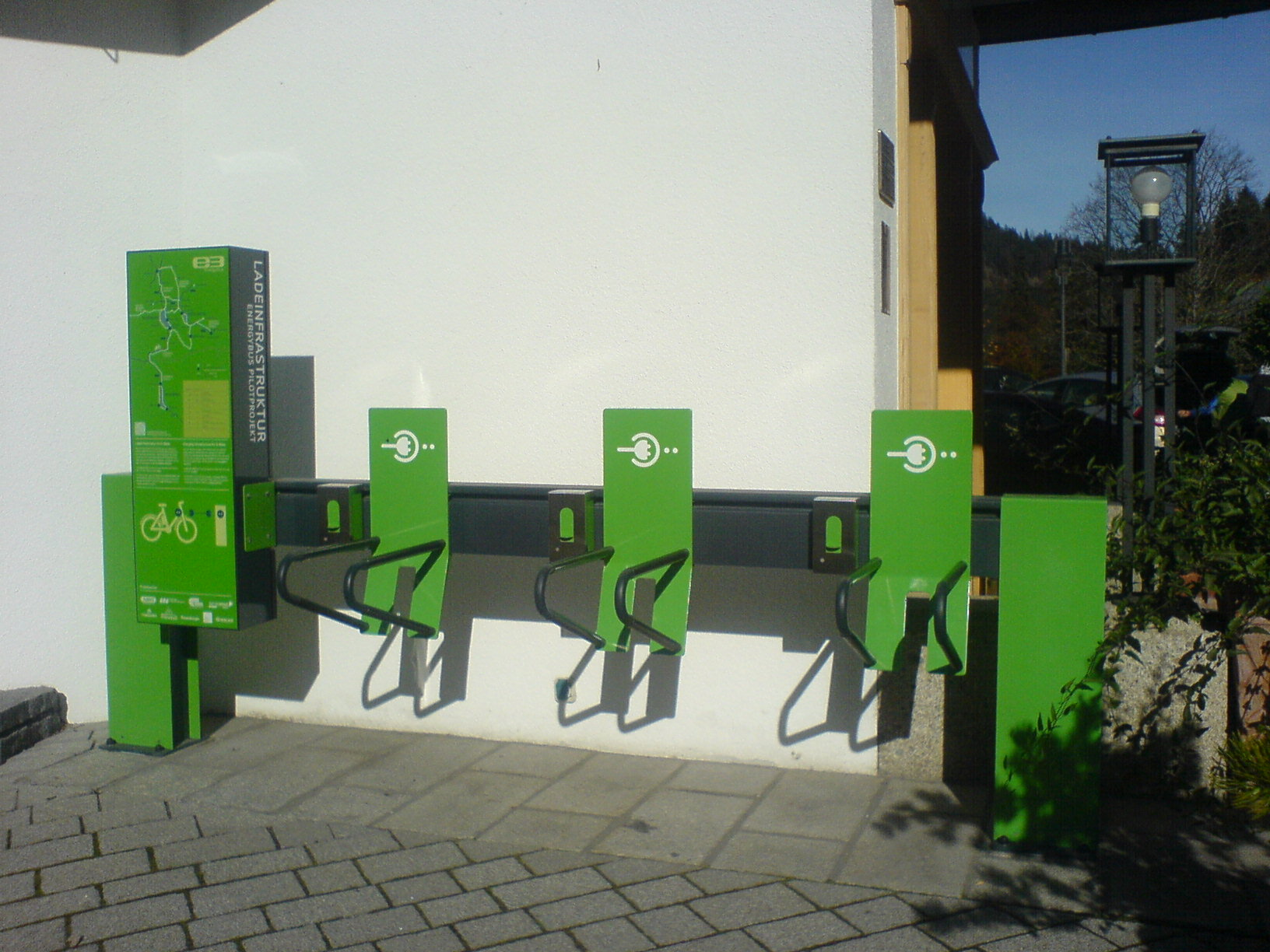
Зарядна станція електровелосипедів в Німеччині

Зарядна станція (англ. charging station, charge point, chargepoint або electric vehicle supply equipment (EVSE))— елемент міської інфраструктури, що надає електроенергію для зарядки акумуляторного електротранспорту, такого як електромобілі, електробуси, електроскутери, електросамокати, гіроскутери, сегвеї, електровелосипеди і т. п.
Електромобілі та зарядні станції розглядаються як важливий елемент управління попитом на електроенергію  (перші випробування передачі енергії від автомобілів в електричну мережу (англ. Vehicle-to-grid (V2G)) почалися в січні 2009 року в місті Ньюарк, штат Делавер, США  ).

## Типи
Зарядні станції діляться на два основних типи:
- Стандартна зарядна станція на змінному струмі. Її відрізняє невисока вартість і тривалість зарядки ~ 10 годин.

- Швидка зарядна станція на постійному струмі (швидка) і на змінному струмі (стандартна). Відрізняється тривалістю зарядки в межах 1 години, але при цьому має високу вартість.

## Устаткування для зарядки

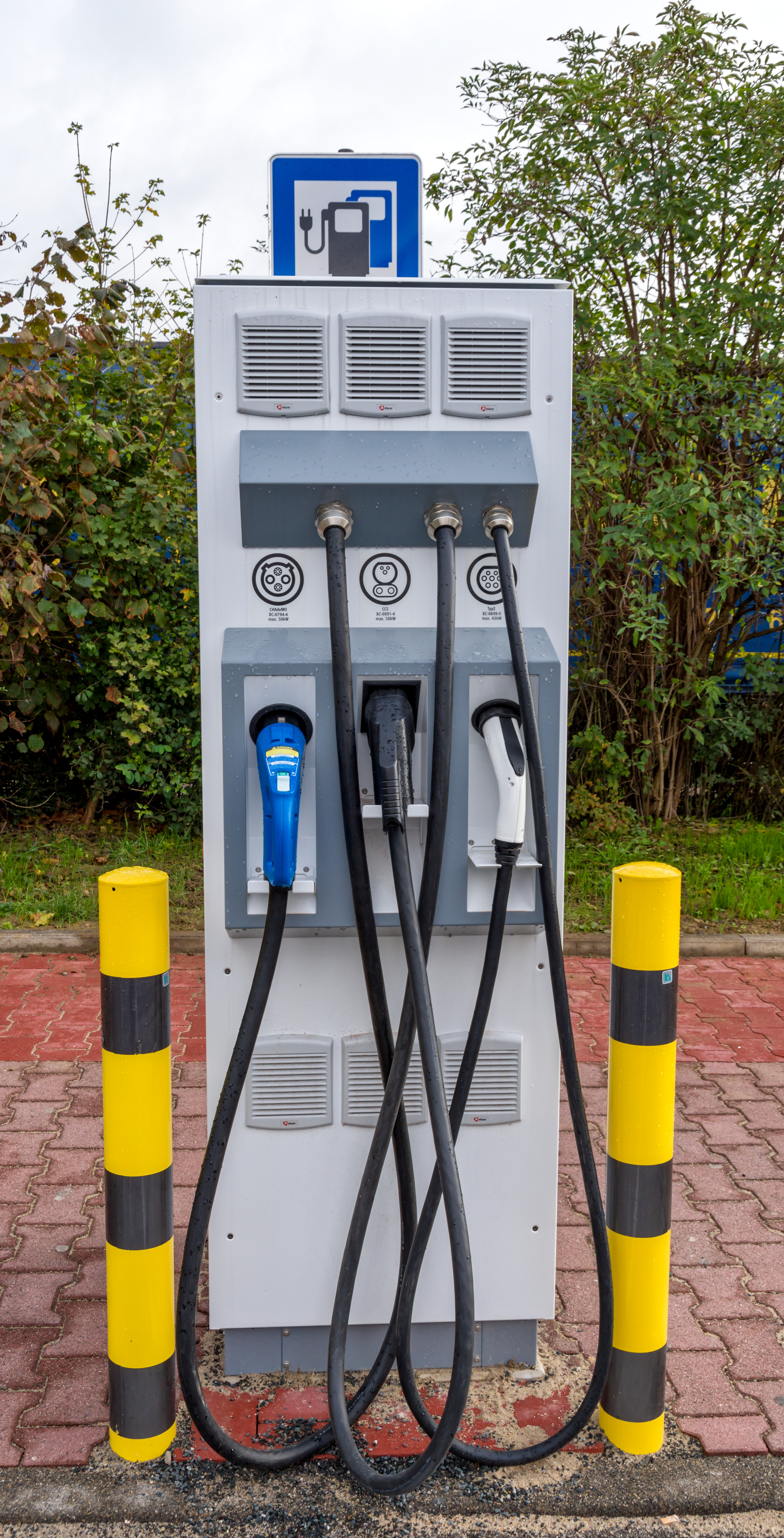
Пункт зарядки електромобіля в Німеччині

Станція зарядки електромобілів (СЗЕ) зовні і по конструкції схожа на бензоколонку АЗС (Автомобільна заправна станція), що дозволяє провести заправку автотранспорту традиційними сортами вуглеводневого палива — бензином і дизельним паливом.
| Порт зарядки                  | Вихідна потужність                                                  | AC/DC                |
| ----------------------------- | ------------------------------------------------------------------- | -------------------- |
| Тип 1/Type 1 (SAE J1772-2009) | 7,4кВт                                                              | змінний струм (AC)   |
| Тип 2/Type 2 (МЕК 62196)      | 22кВт (при 3-фазному підключенні ) 7,4кВт (при 1-фазне підключення) | змінний струм (AC)   |
| ChAdeMO                       | до 50кВт (швидка зарядка)                                           | постійний струм (DC) |
| COMBO / CCS                   | до 350кВт (швидка зарядка)                                          | постійний струм (DC) |
| Tesla Supercharger            | до 145кВт у версії 2 до 250кВт у версії 3                           | постійний струм (DC) |

### Перспективні розробки

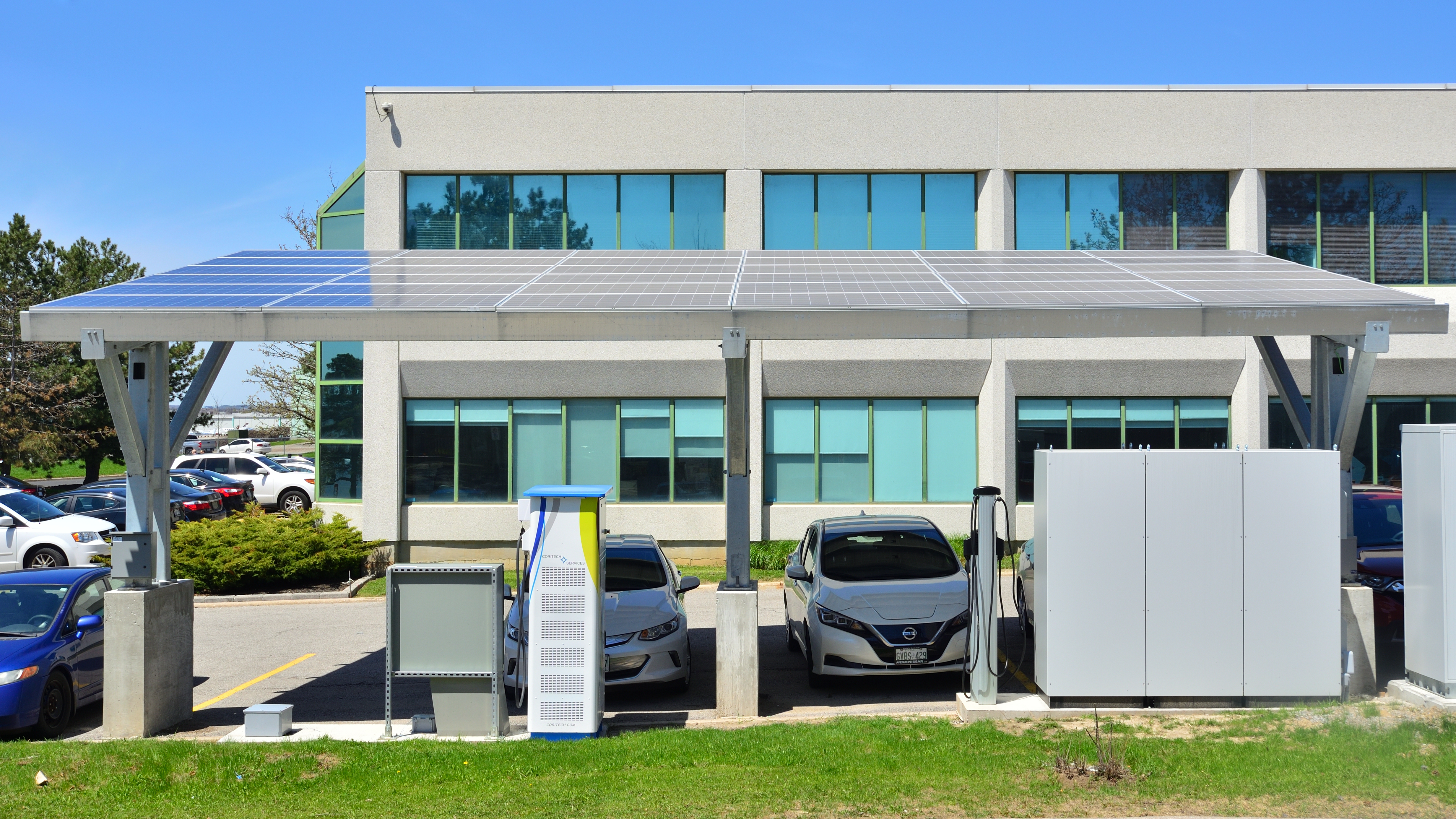
Станція зарядки електромобілів від сонячних батарей розташованих на навісі

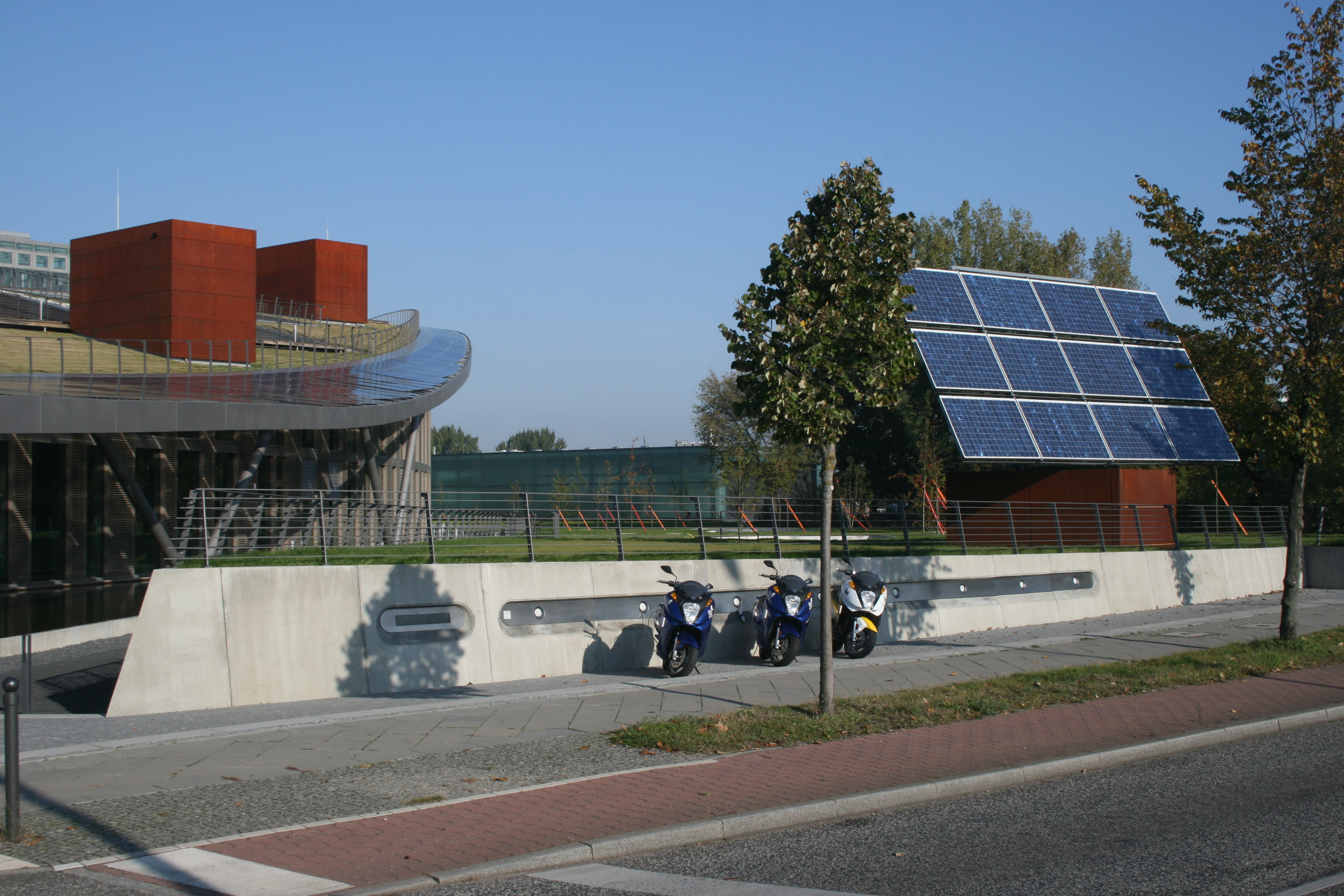
Станція зарядки електромотоциклів від сонячних батарей

Також існують сонячні зарядні станції (СЗС), які живлять акумулятори СЗЕ за допомогою сонячних панелей.
Швейцарська компанія ABB почала виробництво Terra High Power DC, найшвидшого і потужного зарядного пристрою для електричних автомобілів. Цей пристрій має максимальну вихідну потужність в 350 кВт, що в три рази вище потужності зарядних станцій Tesla Supercharger.
Бездротовий зарядний пристрій
Розробляються і застосовуються і бездротові зарядні пристрої.

### Через заміну акумуляторів (проект «Найкраще місце»/«Беттер Плейс»)

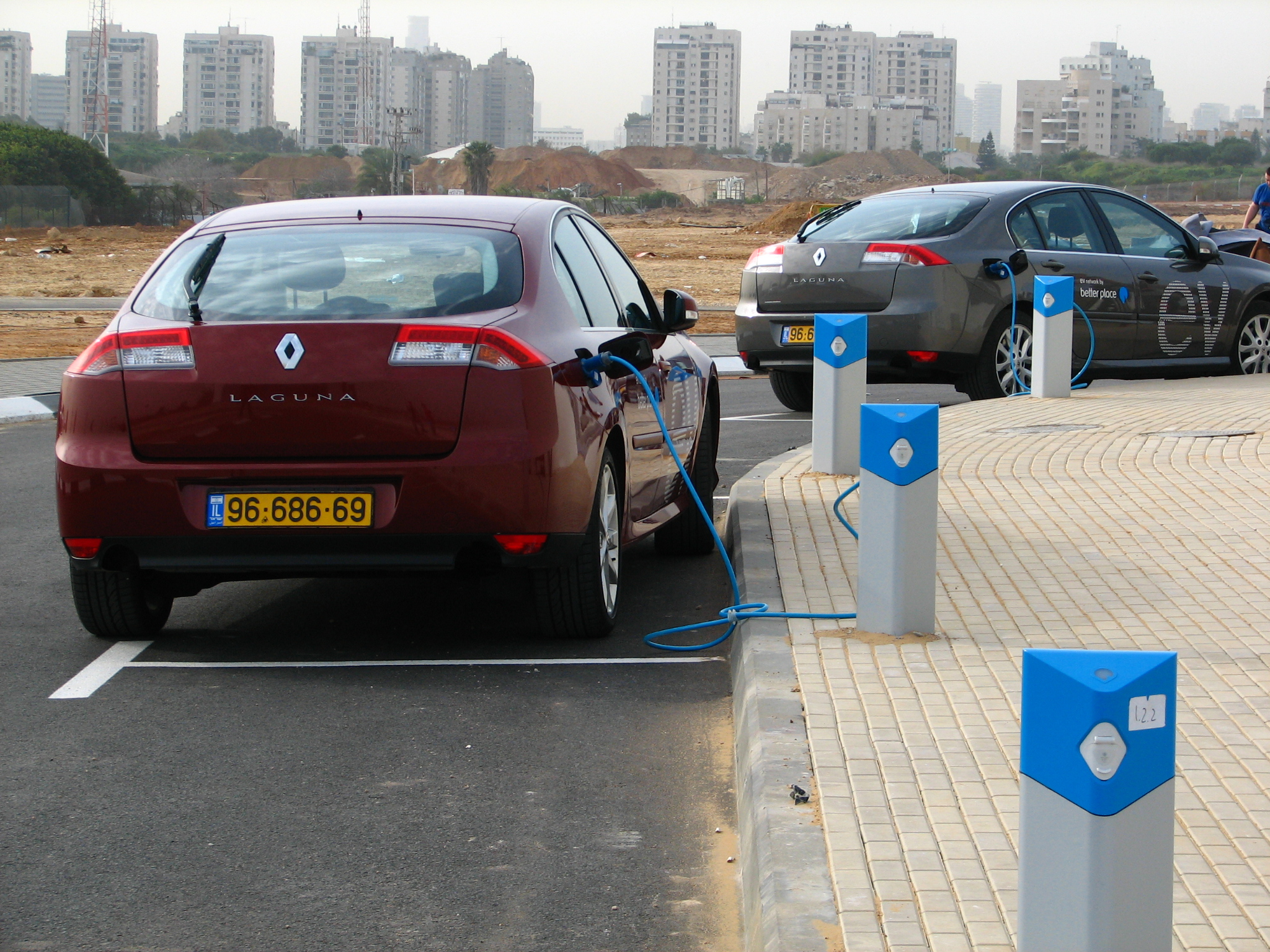
Станція Better Place в Рамат-ха-Шарон, Ізраїль

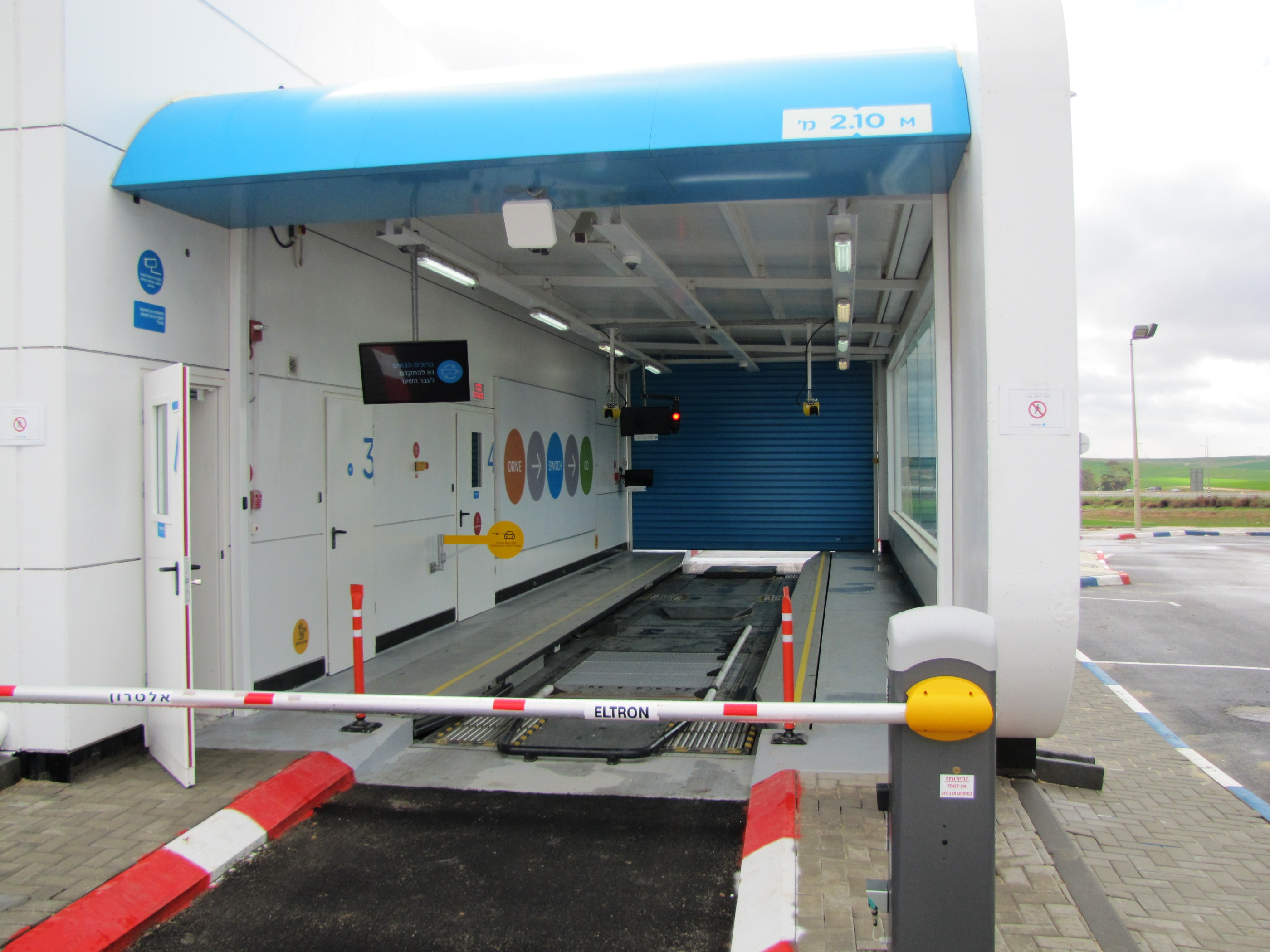
Бокс станції Better Place із заміни розряджених акумуляторних батарей на заряджені

У 2007 році ізраїльським бізнесменом Шаєм Агассі (Shai Agassi) створений проект «Найкраще місце» (Project Better Place, «Беттер Плейс»). Метою проекту було будівництво мережі «заправних» станцій для електромобілів в різних країнах. На таких станціях надавалися б послуги зарядки і заміни акумуляторів на вже заряджені. У 2008 році він планував, що побудує в Ізраїлі до 500 тисяч «заправних» станцій (розеток).
Данія в березні 2008 року приєдналася до проекту Project Better Place. Данія планувала побудувати 500 тисяч точок зарядки електромобілів і 150 станцій для заміни акумуляторів . Близько 20 % своєї електроенергії Данія виробляє з енергії вітру (див. Вітроенергетика Данії). Зарядка акумуляторів електромобілів енергією, виробленою вітрогенераторами, дозволила б згладити нерівномірності подачі електроенергії в елетромережі.
Португалія планувала до кінця 2011 року побудувати 1300 пунктів для зарядки електромобілів .
25 травня 2013 року компанія «Беттер Плейс» почала процедуру банкрутства.

### Сонячна зарядна дорога
Технологія, розроблена компанією Solar Roads. Згідно розробки дорога накопичує в собі сонячну енергію за допомогою вбудованих сонячних батарей і заряджає електротранспорт за допомогою електромагнітної індукції.

## Зарядні станції у світі

### Україна

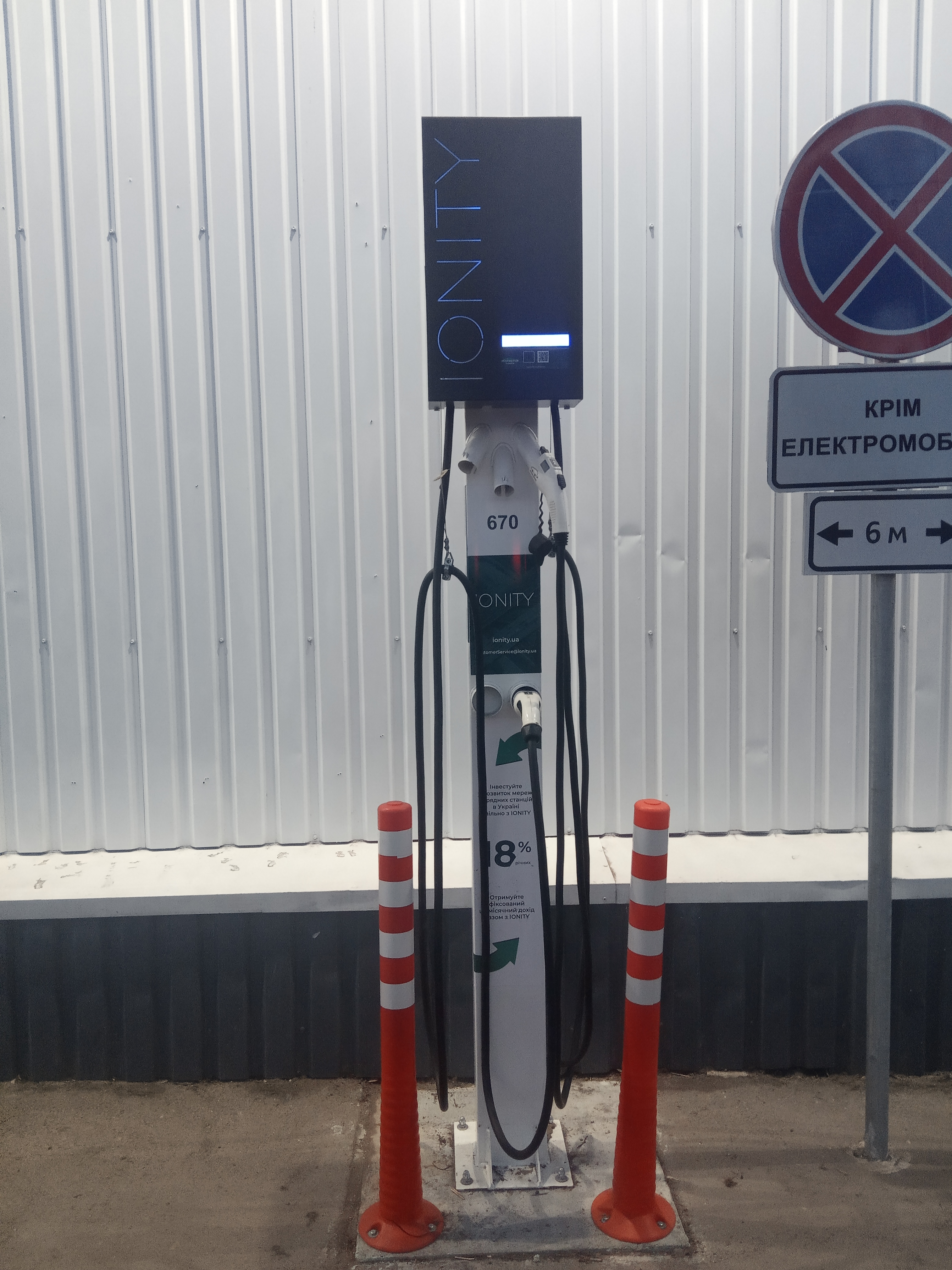
Електрична зарядна станція Ionity в Чернігові

У Східній Європі Україна має найрозгалудженішу мережу зарядних станцій і найбільшу кількість електромобілів.
На кінець 2016 року в країні було близько 150 зарядних станцій , при цьому загальна кількість електромобілів на кінець 2016 р становить 1709 од. і 884 од. гібридних автомобілів . На кінець 2020 року на Україні було близько 23 тис. електромобілів. Половину з них складають старі Nissan Leaf. Кількість електромобілів і зарядних станцій продовжує збільшуватися.
У 2019 році в Україні було встановлено 2 719 електрозарядок 17 різних компаній.
У липні 2021 року компанія Porsche встановила найпотужнішу зарядну станцію в Україні — Porsche Turbo Charger. Її потужність складає 320 кВт. Станція розташована в дилерському центрі компанії біля Києва, шосе із Києва до Борисполя (село Чубинське). Зарядити Porsche Taycan на такій станції від 5 % до 80 % можна приблизно за 15 хвилин. Для Porsche Taycan зарядка буде безкоштовною, а для власників інших марок авто зарядка буде платною, доступ до неї буде надано пізніше.
У серпні 2021 року компанія UGV Chargers встановила найпотужнішу зарядну станцію в Києві — UGV Chargers. Зарядна станція на 127 кВт належить оператору Ionity і має три різні порти – CCS Combo 2, CHAdeMO, Type-1.
Станом на 1 грудня 2021 року в Україні було 7787 точок підключення (портів) на 3244 зарядних станціях, це менше 11,5 тис портів, які були в серпні 2021. Один порт був на 4 автомобіля (всього 32 662 електромобіля), що значно краще, ніж у більшості країн Європи (крім Нідерландів). Найбільше зарядок мають три мережі — AutoEnterprise, EcoFactor і TOKA. Всі решта дрібніших мереж мають значно менше зарядок, в сумі, як в мережі TOKA. Точок підключення змінного струму (AC) потужністю до 22 кВт (стандарти Type 1, Type 2, J1772) становить 5920, а постійного струму (DC) потужністю понад 22 кВт (стандарти CCS 1, CCS 2, CHAdeMO, GB\T) – 1837.
| Місто      | 2013 | 2014 | 2015 | 2016 | 2017 | 2019 | 2021 |
| ---------- | ---- | ---- | ---- | ---- | ---- | ---- | ---- |
| Київ       | ?    | 2    | ?    | 54   | 63   | ?    | ?    |
| Львів      | ?    | ?    | ?    | ?    | 22   | ?    | ?    |
| Одеса      | ?    | ?    | ?    | ?    | 17   | ?    | ?    |
| Харків     | ?    | ?    | 1    | 28   | ?    | ?    | ?    |
| Дніпро     | ?    | ?    | ?    | 10   | ?    | ?    | ?    |
| Слов'янськ | -    | -    | -    | -    | 1    | ?    | ?    |
| Житомир    | -    | -    | -    | -    | 1    | ?    | ?    |
| Чернігів   | -    | -    | -    | -    | -    | 4    | 15   |

### Росія

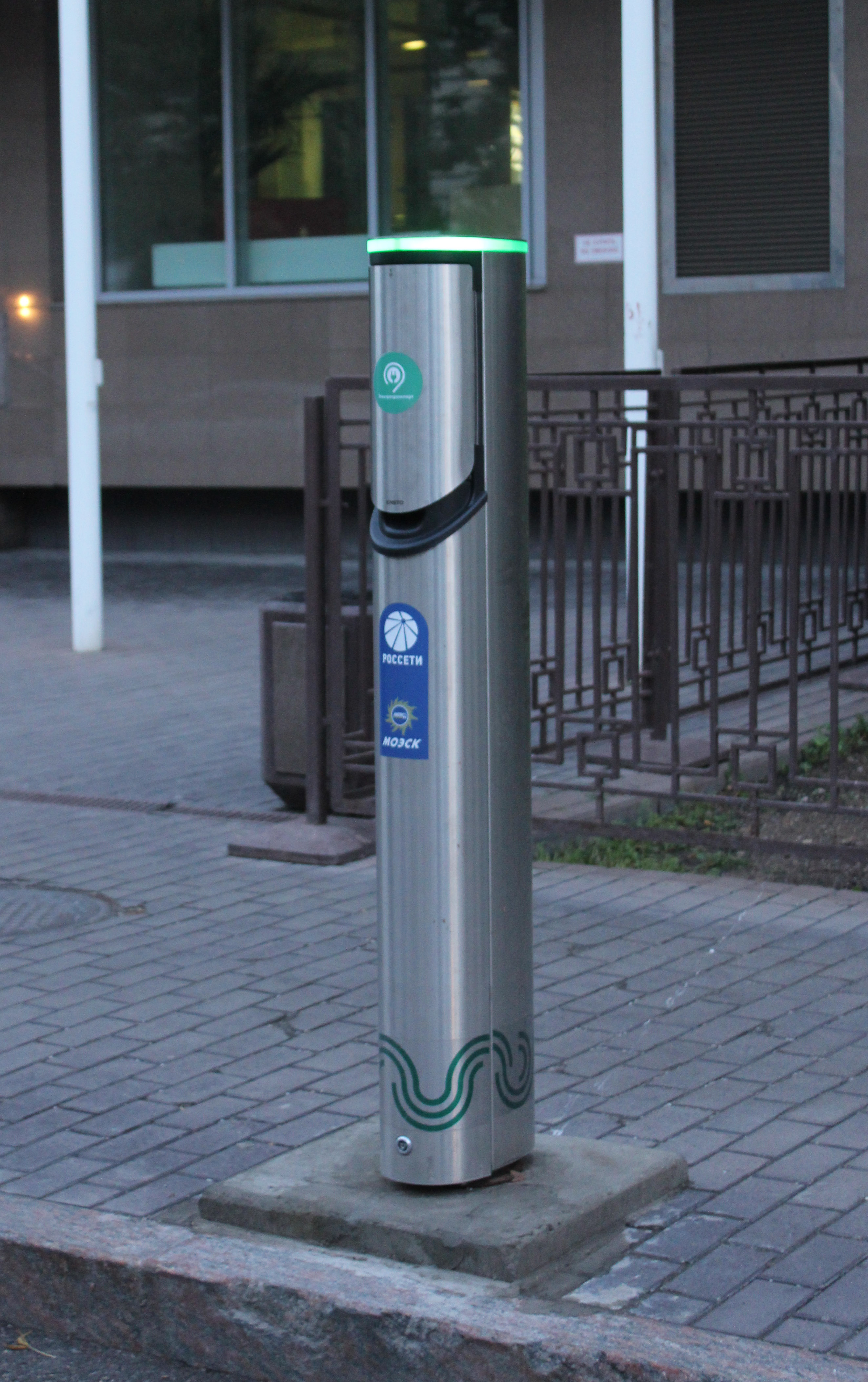
Пункт для зарядки електромобілів в Москві

Загальна кількість електромобілів на початок 2017 року становило 920 од.  Влітку 2018 року парк електромобілів в Росії збільшився до 2,5 тис. одиниць.
| Місто                      | Кількість електромобілів в регіоні | 2013 | 2014 | 2015 | 2016 | 2017 |
| -------------------------- | ---------------------------------- | ---- | ---- | ---- | ---- | ---- |
| Москва                     | 281 + 58 (Підмосков'я)             | ?    | ?    | ?    | ?    | ?    |
| Санкт-Петербург            | 45                                 | ?    | ?    | ?    | ?    | 25   |
| Ставрополь                 | 23                                 | 4    | -    | ?    | ?    | 5?   |
| Казань                     | 14                                 | -    | 1    | 3    | 4    | 4    |
| Мурманськ                  | ?                                  | -    | -    | -    | -    | 1    |
| Томськ                     | ?                                  | -    | -    | -    | -    | 1    |
| Краснодар                  | 45                                 | -    | -    | -    | -    | 1    |
| Владивосток ( о. Русский ) | 136                                | -    | -    | -    | -    | 2    |
| Зеленоградск               | ?                                  | -    | -    | -    | -    | 1    |
| Воронеж                    | ?                                  | -    | -    | -    | -    | 2    |

### Білорусь
Перша зарядна станція з'явилася в Мінську в 2013 році, а перша станція швидкої зарядки вже в 2014 році  . У 2017 році першу зарядну станцію встановили у м Вітебськ  .

### Казахстан
Перша зарядна станція з'явилася в м Алма-Ата в 2016 р , а в 2017 р перша в м Астана  .

### Велика Британія
Велика Британія: в Лондоні в грудні 2006 року було відкрито дві перші «заправні станції» для електромобілів, розташовані на вулиці; до цього в Лондоні на автостоянках і в гаражах діяли 48 безкоштовних пунктів зарядки електромобілів.
До кінця 2009 року у Великій Британії було встановлено близько 1000 пунктів для зарядки електромобілів, з них близько 200 в Лондоні. Вартість обслуговування складе £ 75 в рік. У 2012 р кількість зарядних станцій склало 2883, а на кінець 2016 року вже 11 736 од..

### Німеччина
У Німеччині на кінець 2016 року кількість зарядних станцій склала 7407 од..

### Китай
У Китаї кількість зарядних станцій в 2017 р перевищує 161 000.

### США

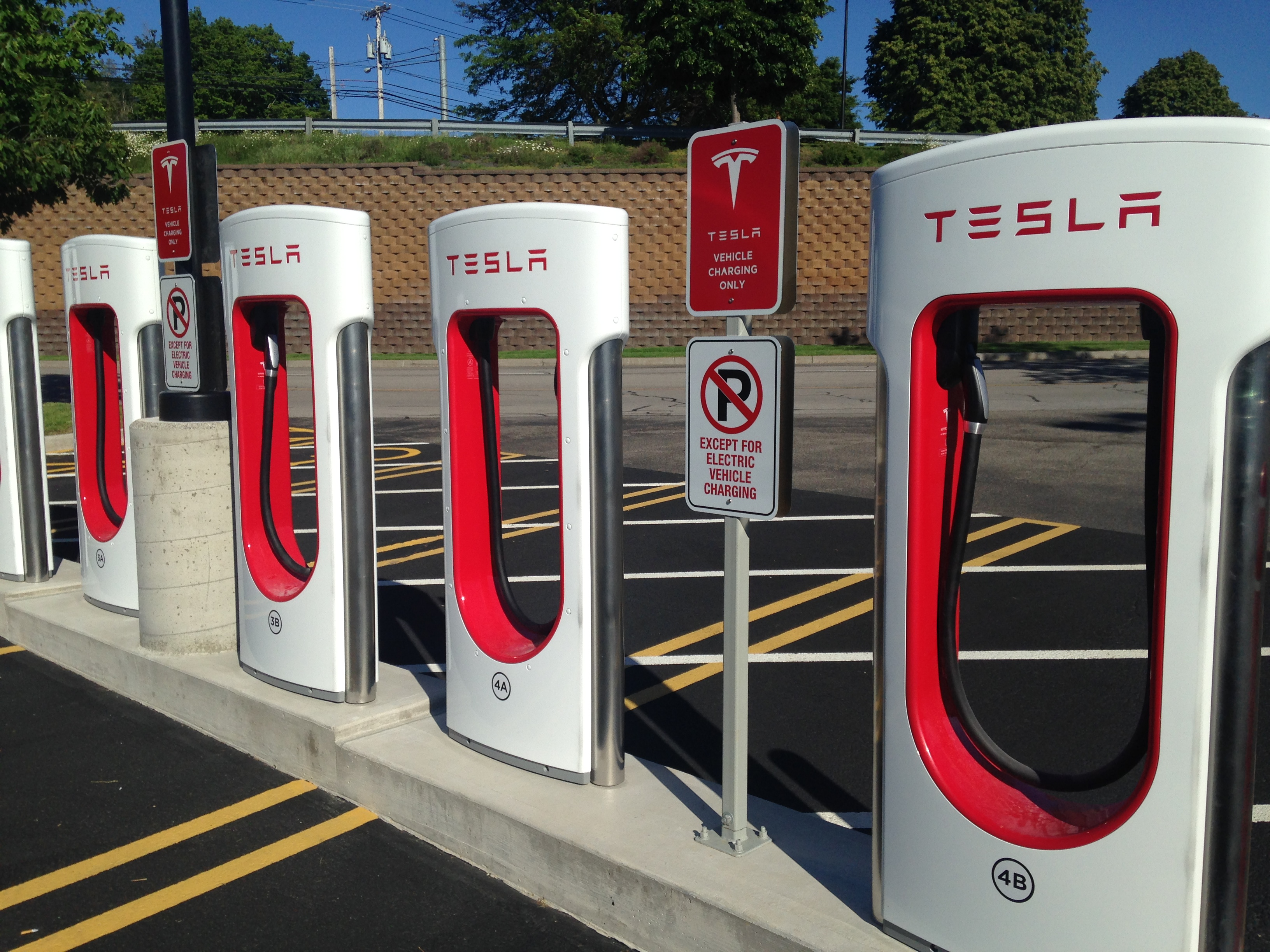
Tesla Supercharger

У США за програмою ARRA (англ. American Recovery and Reinvestment Act (2009) до середині травня 2010 було побудовано понад 1800 пунктів для зарядки електромобілів. За приблизними оцінками загальна кількість зарядних станцій в 2017 р становить 16 000 од. У США також знаходиться значна частина діючих станцій Tesla Supercharger. За цим показником США друга в світі країна після Китаю.

### Франція
У Франції кількість зарядних станцій в 2017 р склала 2 689 од.

### Південна Корея
В кінці 2011 року в Південній Кореї працювали 500 пунктів швидкої та стандартної зарядки електромобілів. У 2017 р швидких зарядних станцій було зафіксовано по всій країні 300 од.